# Ван Аркел, Антон Эдуард
Антон Эдуард ван Аркель (нидерл. Anton Eduard van Arkel; 19 ноября 1893, ’с-Гравензанде, Южная Голландия, Нидерланды — 14 марта 1976, Лейден, Южная Голландия, Нидерланды) — голландский химик, член Королевской академии наук и искусств Нидерландов. Работал в области неорганической химии.

## Биография
Антон Эдуард изучал медицину в Лейдене и химию в университете Утрехта, а затем работал в промышленных исследованиях. В 1934 году он вернулся в университет Лейдена в качестве преподавателя.

## Научные достижения
Ван Аркель в сотрудничестве с Яном Хенриком де Буром разработал процесс разделения и очистки переходных металлов, таких как гафний, цирконий и титан (так называемый процесс Ван Аркела — де Бура).

## Сочинения
Помимо многочисленных статей в профессиональных журналах, ван Аркель является автором нескольких книг, среди них:
- (DE) A. E. van Arkel, Reine Metalle: Herstellung, Eigenschaften, Verwendung, Springer, 1939, p. 574.
- (EN) A. E. van Arkel, Molecules and Crystals: In Organic Chemistry, Butterworths Scientific Publications, 1949, p. 234.
- (EN) A. E. van Arkel, Molecules and crystals in inorganic chemistry, Interscience Publishers, 1956, p. 270.
- (EN) A. E. van Arkel, Lectures on inorganic chemistry, National Research Council of Canada, 1956, p. 120.